# Doris Troy
Doris Troy fue una cantante de soul y componente de The Sweet Inspirations, nacida en Nueva York el 6 de enero de 1937.

## Biografía
Su carrera musical comenzó en Atlantic Records, con su álbum debut "Just one look" (1963) que estaba acompañado del hit del mismo nombre, que la hizo subir a lo más alto de las listas de ventas en ese mismo año. Entre 1963 y 1965 continuó en solitario, pero a partir de ese momento y hasta 1970 se unió a la formación The Sweet Inspiration. 
Se separó de la banda ya que su sonido era mucho más rico en sonidos que el de sus compañeras, ya que mezclaba el góspel con elementos del girl group, el blues, el pop soul y un soul muy propio de Nueva York. Después de "Just one look" no volvió a tener ningún hit, pero en el Reino Unido gozó de gran éxito, en donde incluso la banda inglesa The Hollies versionó en su debut el tema de Doris Troy "What'cha Gonna Do About It". Hizo varias giras por Gran Bretaña en los años 1970 y años 1980. 
Se estableció en Inglaterra, en donde grabó para la discográfica Apple un disco producido por George Harrison y Billy Preston. A principios de los años 1970 hizo los coros a grupos británicos de rock como The Rolling Stones y Pink Floyd. A finales de los años 1980 hizo el musical "Mama I Want to Sing", basado en su propia vida. El musical estuvo en escena hasta 1998. Cuando acabó ese proyecto volvió a Las Vegas, donde actuó hasta su muerte por enfisema en 2004.

## Discografía
| Año  | Título            | Discográfica |
| ---- | ----------------- | ------------ |
| 1963 | Just one look     | Atlantic     |
| 1970 | Doris Troy        | Capitol      |
| 1972 | Rainbow testament | Polydor      |
| 1974 | Stretching out    | Polydor      |